# Rosliaki
Rosliaki (en rus: Росляки) és un poble (un possiólok) del krai de Krasnoiarsk, a Rússia, que en el cens del 2010 tenia 197 habitants. Pertany al districte d'Ilanski.